# Ma che musica maestro/Non ti mettere con Bill
 Ma che musica maestro/Non ti mettere con Bill  è il singolo di debutto di Raffaella Carrà, pubblicato e distribuito dalla RCA Italiana nel 1970.
Entrambi i brani sono stati inseriti nell'album d'esordio della cantante dell'anno successivo.

## Ma che musica maestro
Sigla iniziale del programma Canzonissima 1970, presentato insieme a Corrado dalla stessa Raffaella, che propose al pubblico televisivo l'emergente soubrette anche in veste di ballerina (della sigla curò la coreografia), cantante e conduttrice.
Il video è disponibile sul DVD nel cofanetto Raffica Carrà del 2007.
- Sigla iniziale (Canzonissima 1970), su raiplay.it, RaiPlay. URL consultato il 31 luglio 2021.

Va ricordato che la sigla fece scandalo per l'ombelico scoperto mostrato per la prima volta in una trasmissione televisiva nazionale, con tutte le implicazioni sociali, di costume, etiche e morali che ne seguirono.
Il grande successo del brano fece raggiungere al singolo la seconda posizione nella classifica delle vendite settimanali. per un totale di 200 000 copie vendute.
Come ammesso 30 anni dopo dalla stessa showgirl nella presentazione del CD antologico I grandi successi originali, questo pezzo degli esordi la consegnò al pubblico come cantante disimpegnata, apprezzata più per la sua verve nell'intrattenere che per le reali capacità vocali abbastanza limitate.
La stessa Raffaella ha dichiarato che quando ha inciso il ritornello, il "sica" di "Ma che musica" è venuto piccolissimo. Nonostante i numerosi tentativi, Franco Pisano ha preferito lasciare l'incisione così come è stata realizzata.
Lo stile della sua produzione musicale tuttavia rimarrà immutato nel tempo, senza evoluzioni o ripensamenti particolari, e sempre funzionale a quell'intrattenimento televisivo per famiglie che ne caratterizzerà l'intera carriera.
Musicalmente la canzone è una marcetta orecchiabile che, come ribadito dal testo, evoca l'atmosfera festosa e allegra di una parata popolare. Un'introduzione e un ritornello cadenzati, quasi militareschi nel ritmo per l'uso di rulli di tamburi e di una nutrita sezione di fiati, si contrappongono a due strofe dai toni più calmi e attenuati che riportano il brano allo stile pop di moda nel periodo.
La versione in spagnolo intitolata Oh que musica maestro (testo di Amart e Cholo Baltasar) cantata da Raffaella, sarà pubblicata per la prima volta in Italia quasi 40 anni dopo, nel 2008 sul primo CD del cofanetto Raffica - Balletti & Duetti.

### Cover
Nel 1970 Mario Capuano con la sua orchestra ne inserì una versione strumentale nell'album Canzonissima '70 (RCA Italiana PSL 10492).
Nel 1971 dalla canzone fu tratto un film musicarello di buon successo, interpretato dai comici Ciccio Ingrassia e Franco Franchi per la regia di Mariano Laurenti.
Nel 1997 il brano fu reinterpretato da Claudio Baglioni e scelto dal cantante per aprire il suo album di cover Anime in gioco (COLumbia 487741 1) inciso appositamente per il programma televisivo Anima mia, di cui lo stesso Baglioni, oltre ad essere ospite fisso, era ideatore e conduttore insieme a Fabio Fazio.

## Non ti mettere con Bill
È la canzone pubblicata sul lato B del singolo.

## Tracce
Edizioni musicali BMG Ricordi.
Lato A
1. Ma che musica maestro[10] – 3:15 (testo: Sergio Paolini, Stelio Silvestri – musica: Franco Pisano)

Lato B
1. Non ti mettere con Bill[11] – 2:54 (testo: Gianni Boncompagni – musica: Franco Pisano)

### Altri musicisti
- Franco Pisano - arrangiamenti, orchestra
- 4+4 di Nora Orlandi - cori in Ma che musica maestro

## Classifiche
| Classifica (1971) | Posizione massima |
| ----------------- | ----------------- |
| Italia            | 2                 |